# Stachys maritima
Stachys maritima là một loài thực vật có hoa trong họ Hoa môi. Loài này được Gouan miêu tả khoa học đầu tiên năm 1764.